# Lupércio (ort)
Lupércio är en ort i Brasilien.   Den ligger i kommunen Lupércio och delstaten São Paulo, i den södra delen av landet, 800 km söder om huvudstaden Brasília. Lupércio ligger 675 meter över havet och antalet invånare är 4 353.
Terrängen runt Lupércio är kuperad norrut, men söderut är den platt. Lupércio ligger uppe på en höjd. Runt Lupércio är det ganska glesbefolkat, med 34 invånare per kvadratkilometer.. Lupércio är det största samhället i trakten.
Omgivningarna runt Lupércio är huvudsakligen savann.